# U-Bahnhof Conciliazione
Der Bahnhof Conciliazione ist ein unterirdischer Bahnhof der U-Bahn Mailand. Er wurde nach dem gleichnamigen Platz (piazza della Conciliazione) benannt.

## Geschichte
Ende der 1950er Jahre wurde mit dem Bau des ersten Streckenabschnittes der U-Bahn Mailand begonnen, die von Marelli nach Lotto fahren sollte. Dazu gehörte unter anderem der Bahnhof Conciliazione.
Die Strecke wurde am 1. November 1964 eröffnet.

## Lage
Wie jeder Bahnhof der Linie 1 hat der Bahnhof Conciliazione zwei Gleise mit Seitenbahnsteigen. Über dem Gleisniveau befindet sich ein Zwischengeschoss mit Zutrittskontrolle. Die architektonische Ausstattung wurde wie bei allen Bahnhöfen der Linien M1 und M2 von den Architekten Franco Albini und Franca Helg und vom Grafiker Bob Noorda gestaltet.

## Anbindung
Am Bahnhof besteht eine Anbindung von der U-Bahn-Linie 1 zur Straßenbahnlinie 19 sowie zu den Buslinien 67 und 68.
| Linie | Verlauf |
| ----- | --- |
|       | Sesto 1º Maggio FS – Sesto Rondò – Sesto Marelli – Villa San Giovanni – Precotto – Gorla – Turro – Rovereto – Pasteur – Loreto – Lima – Porta Venezia – Palestro – San Babila – Duomo – Cordusio – Cairoli – Cadorna FN – Conciliazione – Pagano – Buonarroti – Amendola – Lotto – QT8 – Lampugnano – Uruguay – Bonola – San Leonardo – Molino Dorino – Pero – Rho Fiera – Wagner – De Angeli – Gambara – Bande Nere – Primaticcio – Inganni – Bisceglie |